# Фінська кухня

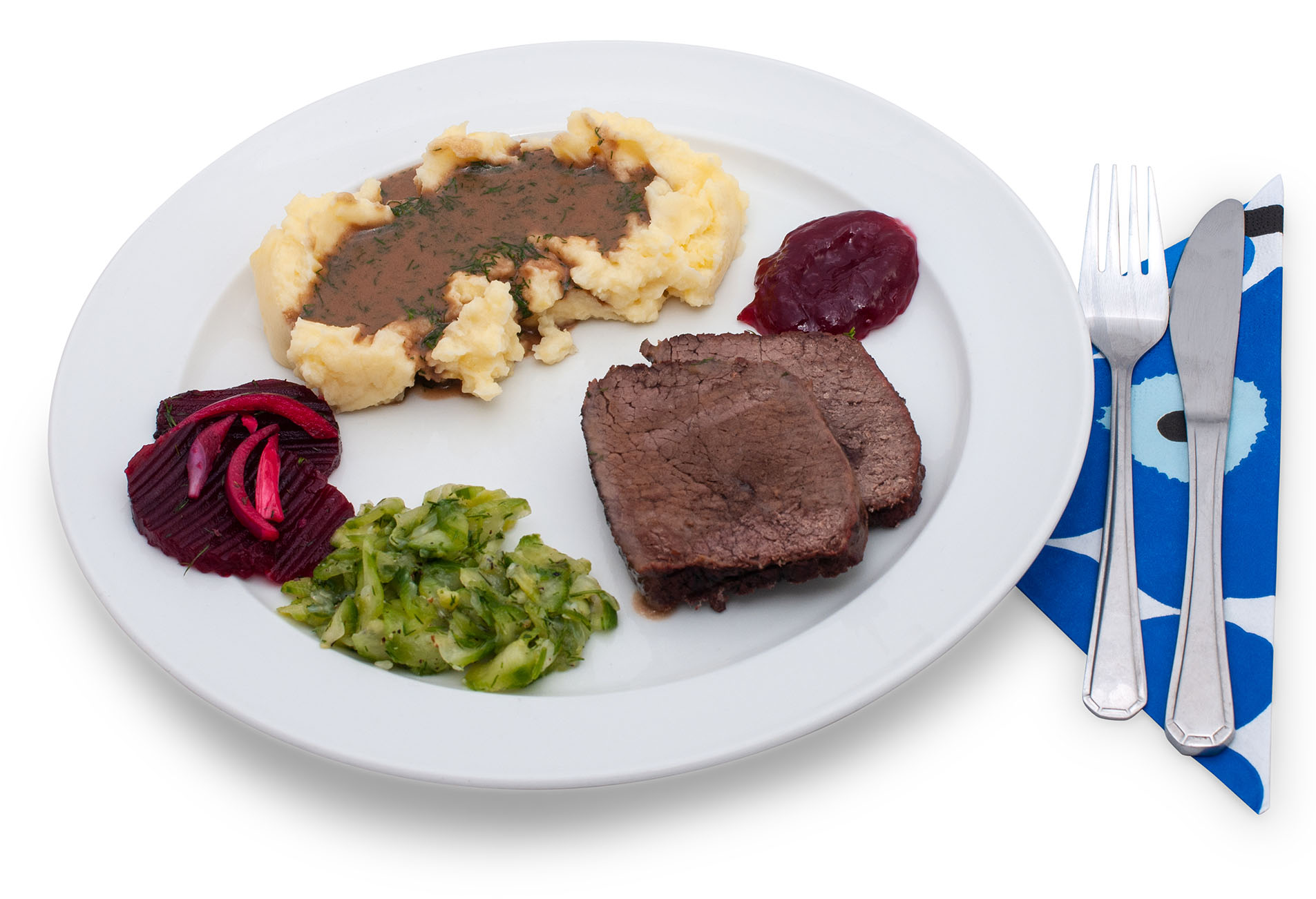
печеня з лося

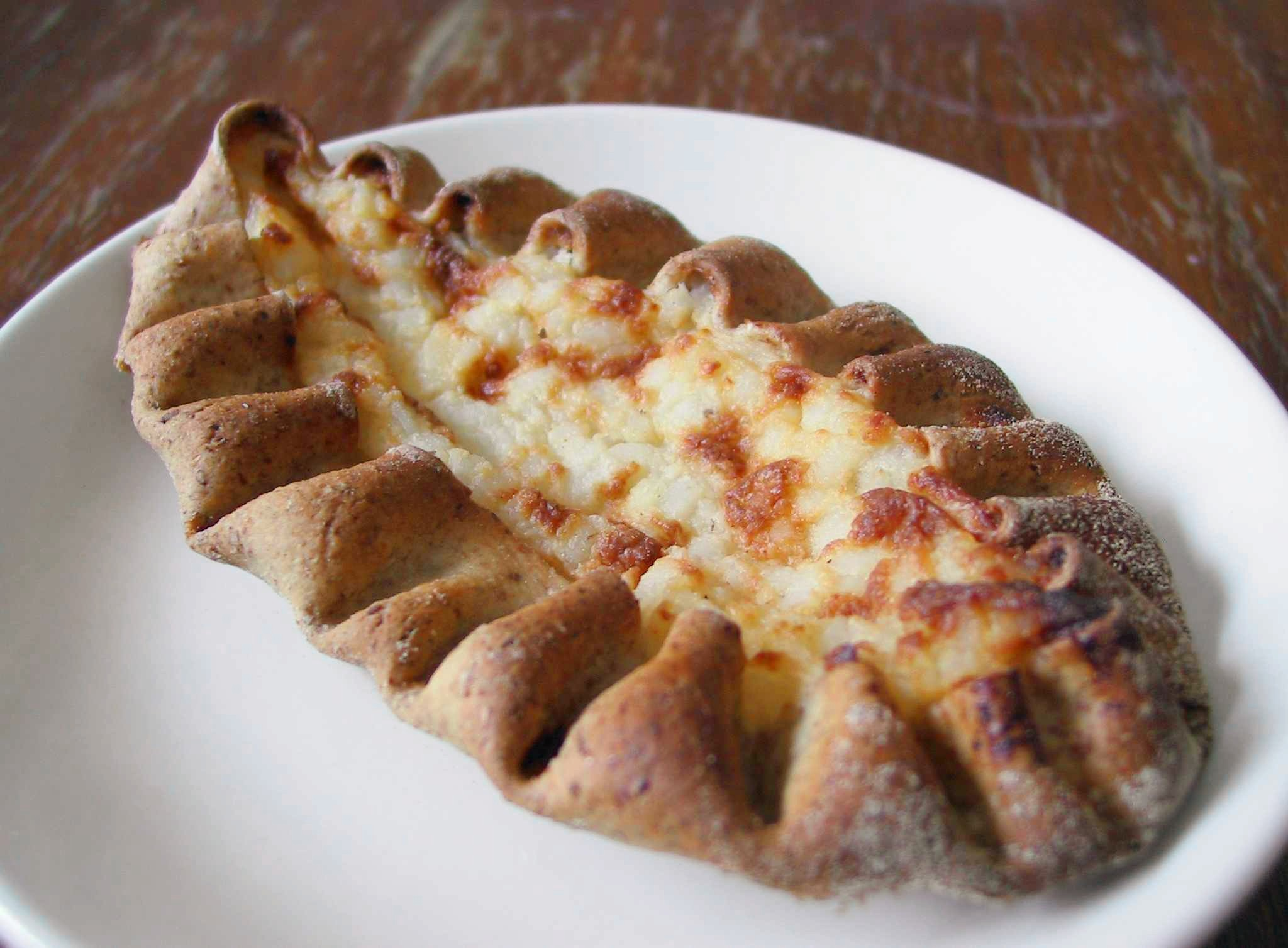
Карельські пиріжки (Karjalanpiirakka)

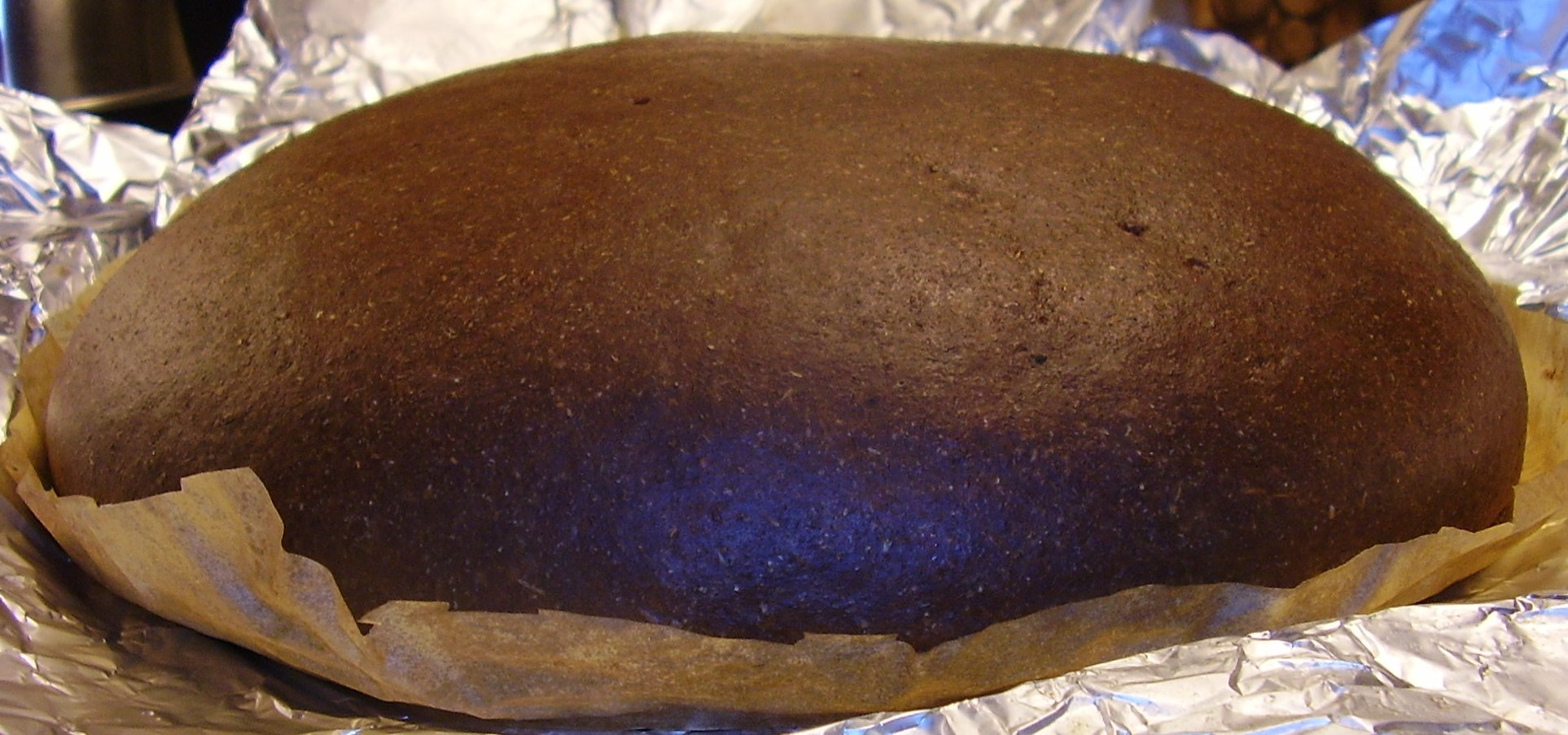
Калакукко

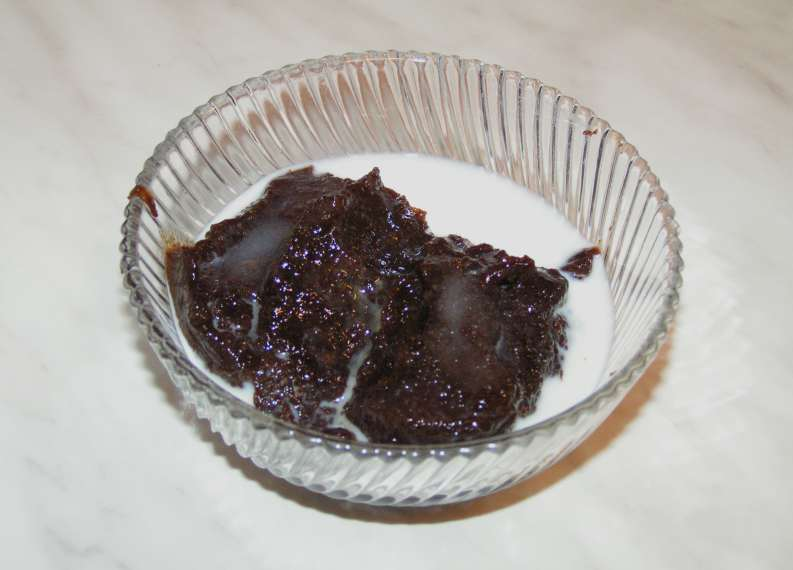
Меммі

Фінська кухня (фін. Suomalainen keittiö) — національна кухня Фінляндії.
Сформувалася вона під впливом достатньо суворих природних умов цієї країни,тому практично кожна страва несе на собі відбиток історичної спадщини фінського народу.Національна кухня Фінляндії дуже багата і різноманітна,попри вплив російських і західноєвропейських традицій її кулінарні особливості зберегли свою самобутність і оригінальність. Фінська кухня — це ситні та смачні страви,які чудово підходять для холодного клімату північної країни.

## Розпорядок дня
Снідають у Фінляндії рано — о 7 годині ранку. Сніданок зазвичай легкий: деякі віддають перевагу каші або мюслям у молоці, але в основному обмежуються чашкою кави або склянкою молока з бутербродами.
Об 11-12 годині настає обідня перерва. У невеликих містечках люди йдуть обідати додому, а в столиці — у ресторан або кафе. На обід, як правило, їдять одну страву — або «перше», або «друге». Найчастіше, це густий суп або картопля з м'ясом. За обідом їдять хліб з олією і п'ють молоко.
О 14 годині п'ють чай.
Робочий день закінчується о 16-17 годині, а о 17-18 годин фіни вечеряють. Вечеря схожа на обід, тільки навпаки — якщо на обід були рідкі страви, то увечері готують, наприклад, запіканку. А якщо вдень їли біфштекси з картоплею, то на вечерю подають суп.

## Перші страви
Супи в Фінляндії готують напрочуд рідко,і вони вважаються досить важливими стравами (тільки деякі супи, наприклад гороховий суп «хернекейтто» (фін. Hernekeitto) асоціюються з буденним меню), що пов'язано з кулінарним впливом Швеції, під владою якої країна перебувала до початку XIX століття (для шведської повсякденної кухні характерний саме «холодний стіл») . Традиційним фінським супом є калакейтто — рибний суп на молоці. Ще одна традиційна перша страва — клімпісоппа — суп з галушками. До складу рибних страв і супів нерідко входять молочні продукти — молоко, вершки, йогурт, масло, сир. Таке поєднання в інших кухнях світу зустрічається досить рідко.

## М'ясо і риба
Не дивно, що в країні, де понад 180 000 озер, споживають багато риби, особливо лосося, райдужну форель, сига, ряпушку, щуку, а також окуня і різновиди дрібної тріски — muikku.
М'ясні страви, за винятком оленини і дичини, відображають вплив європейської (в основному, французької) кухні. Щодо десертів — переважають страви з північних ягід і фруктів — журавлини, морошки, полуниці. Великою популярністю користуються випічка.

## Напої
З напоїв найпопулярнішими у Фінляндії є пиво і кава. Якщо пиво доречне для вечора або вихідних днів, каву п'ють у будь-який час доби. У кожному офісі або будинку кавоварка завжди напоготові. Ділова зустріч або переговори починаються чашкою кави. Фіни заварюють її ледь міцніше, ніж американці, але набагато слабкіше, аніж італійці. До кави завжди подають молоко або вершки, цукор і яку-небудь випічку, увечері пропонують коньяк або бренді.

## Типові страви
- Калакукко — риба запечена в хлібі.
- Меммі — М'яммі – це фінський традиційний пасхальний десерт. Це символ тіста, що не встигло скиснути.  За багато років рецепт м'яммі майже не змінився. У 1751 році професор хімії академії м. Турку Р. Гадд опублікував рецепт м'яммі: 1частина житнього борошна, 2 частини житнього солоду, який солодять у горячій воді. Рідку масу доводять до готового стану на печі в берестяній посудині протягом 6 — 7 годин.
- Карельські пиріжки (Karjalanpiirakka) — пиріжки з рису з молоком у житньому тісті.